# Gamvik
Gamvikⓘ ist eine Kommune im norwegischen Fylke Finnmark. Die Kommune gehört zu den nördlichsten Norwegens und hat 1051 Einwohner (Stand: 1. Januar 2025). Verwaltungssitz ist die Ortschaft Mehamn.

## Geografie

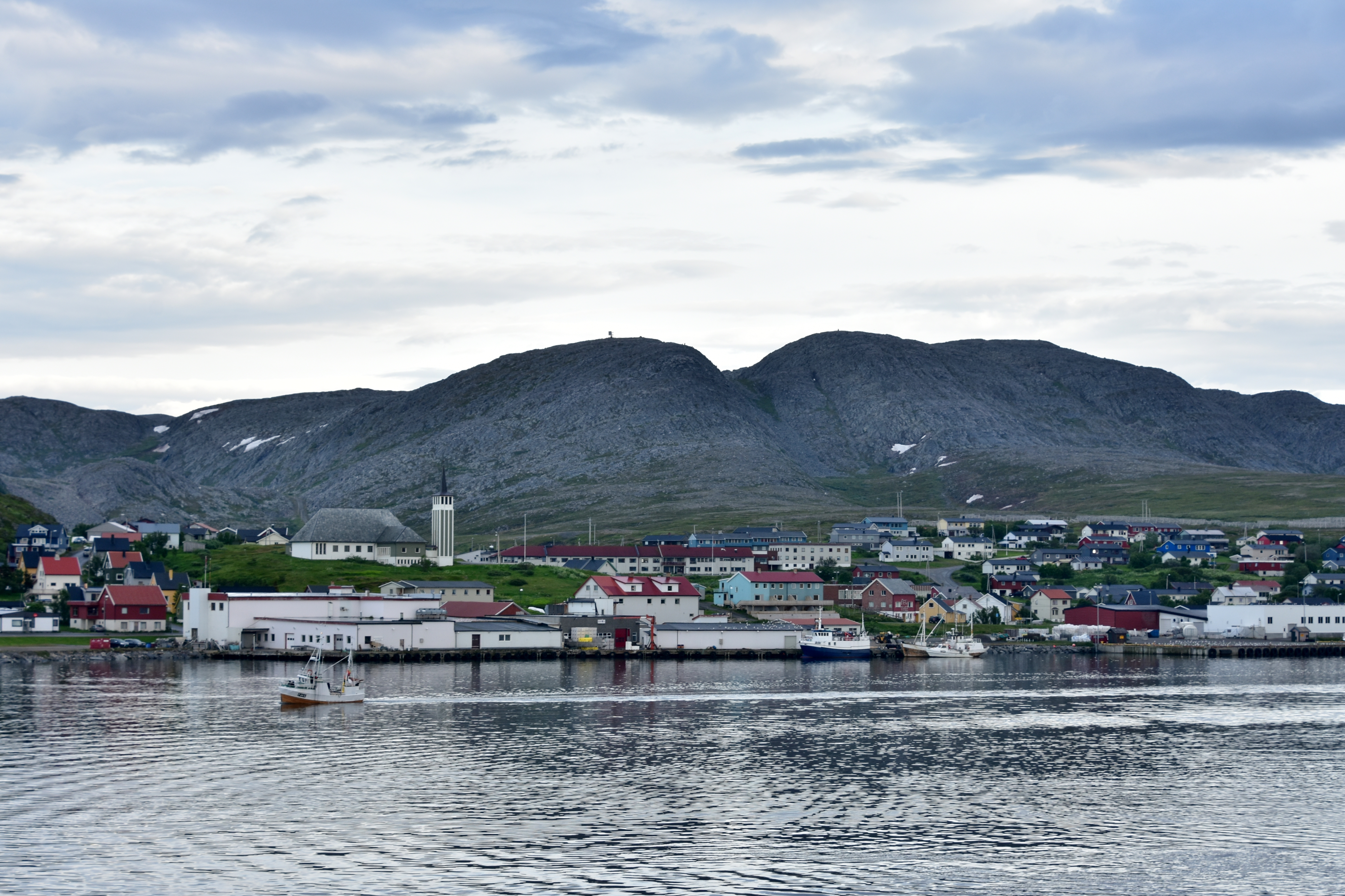
Blick auf Mehamn

Gamvik liegt westlich des Tanafjords an der nordnorwegischen Küste der Barentssee. Die Kommune umfasst dabei den östlichen Bereich der Nordkinnhalbinsel (Nordkinnhalvøya). Von Osten kommend scheren sich die Fjorde Hopsfjorden und Langfjorden (nordsamisch Lákkovuotna), jeweils Seitenarme des Tanafjords (nordsamisch Deanuvuotna), in die Kommune ein. Die Kommune Gamvik grenzt im Westen auf der Nordkinnhalbinsel an Lebesby. Am Westende des Hopsfjords befindet sich eine schmale Landenge, da in Lebesby am gleichen Punkt der sich von Westen ins Land einschneidende Fjord Eidsfjorden endet. Die Landenge trägt den Namen Hopseidet (nordsamisch Nuorri). Die Grenze zu Lebesby endet im Bereich der Felsspitze Kinnarodden. Die Spitze auf dem Breitengrad 71° 08' stellt den nördlichsten Punkt des europäischen Festlandes dar. Im Südosten und Osten grenzt die Gemeinde an Tana. Im Osten verläuft im Tanafjord zudem eine Grenze zu Berlevåg.
Die Gesamtfläche der Kommune beträgt 1.416,55 km², wobei Binnengewässer zusammen 61,47 km² ausmachen. Zu den größeren Seen der Kommune gehören unter anderem Langvannet und das Koifjordvannet. Bei Mehamn mündet der Fluss Mehamnelva in die Barentssee. Weiter im Süden der Kommune fließt die Langfjordelva durch das Langfjorddalen und mündet schließlich in den Fjord Langfjorden.
Die Kommune liegt auf einem hügeligen Plateau. Im Norden erreicht es Höhen von 200 bis 400 im Süden von 300 bis 500 moh. Zum Meer hin ist das Terrain steil abfallend. Die Erhebung Duolbagáisá auf der Südostgrenze stellt mit einer Höhe von 672,3 moh. den höchsten Punkt der Kommune Gamvik dar. Am Tanafjord ist der Vogelfelsen Omgangsstauran seit 1983 unter Naturschutz gestellt. Das Naturreservat enthält eine etwa sechs Kilometer lange Strecke entlang des Fjords. Das Terrain fällt dort von etwa 250 moh. steil ab. Weitere Reservate in der Kommune Gamvik sind das Langfjorddalen/Laggu naturreservat auf der Grenze zu Lebesby und das Slettnes naturreservat.

## Einwohner

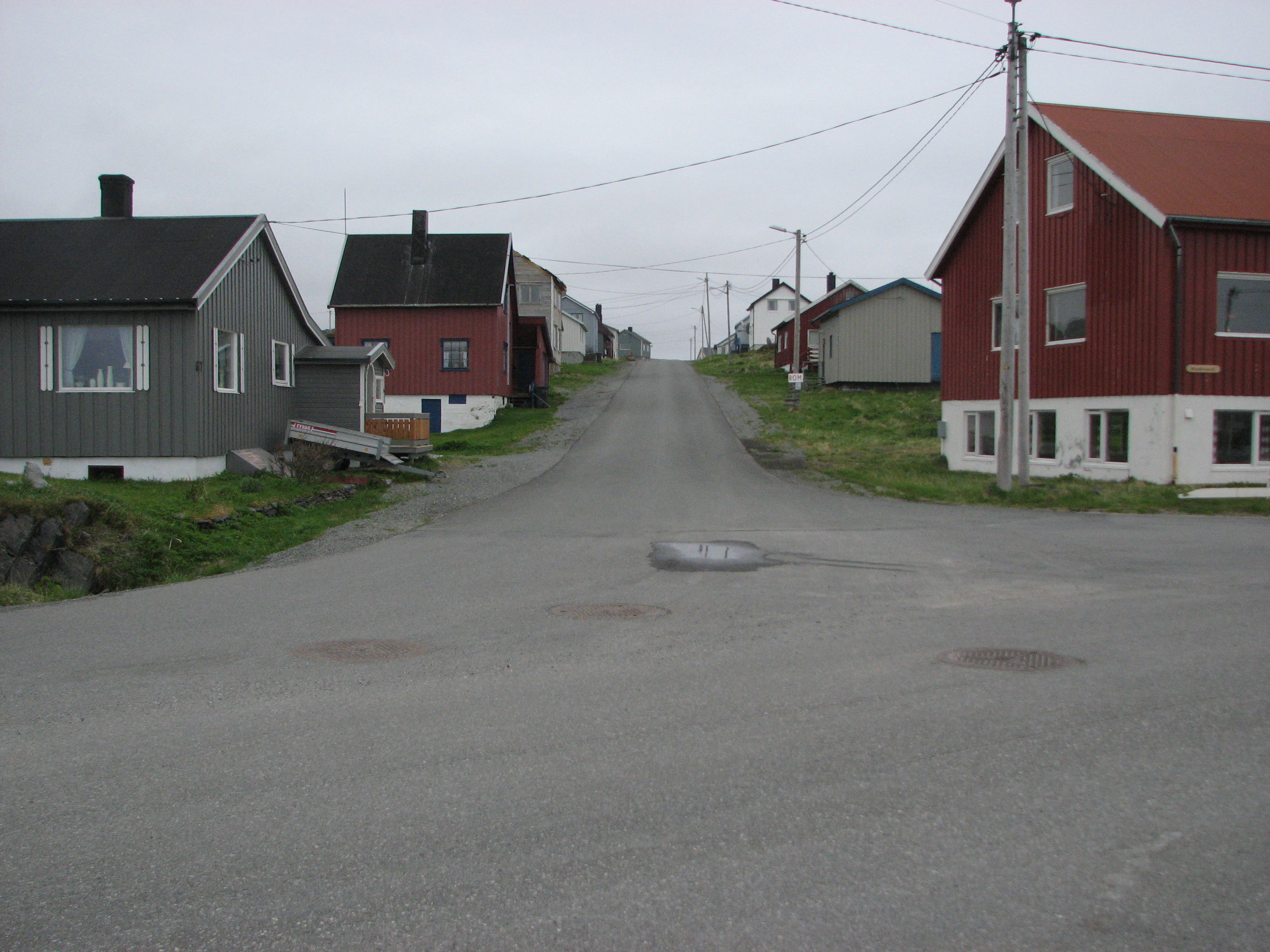
Ortschaft Gamvik

Von 1920 bis 1970 lag die Einwohnerzahl weitgehend stabil bei etwa 1700 Einwohnern. Anschließend begann die Einwohnerzahl zu sinken. In der Gemeinde liegen zwei sogenannte Tettsteder, also zwei Ansiedlungen, die für statistische Zwecke als eine Ortschaft gewertet werden. Diese sind Mehamn mit 725 und Gamvik mit 212 Einwohnern (Stand: 1. Januar 2024). Während die Ortschaft Mehamn ein Wachstum verzeichnen konnte, ging die Einwohnerzahl im Fischerdorf Gamvik stärker zurück. Der Großteil der Bevölkerung lebt in den beiden Orten, der Rest verteilt sich auf die restliche Küstenlinie.
Die Einwohner der Gemeinde werden Gamviking oder Gamvikværing genannt. Gamvik hat weder Nynorsk noch Bokmål als offizielle Sprachform, sondern ist in dieser Frage neutral.
| Jahr          | 1986 | 1990 | 1995 | 2000 | 2005 | 2010 | 2015 | 2020 | 2025 |
| ------------- | ---- | ---- | ---- | ---- | ---- | ---- | ---- | ---- | ---- |
| Einwohnerzahl | 1523 | 1424 | 1455 | 1288 | 1114 | 1009 | 1116 | 1132 | 1051 |

## Geschichte

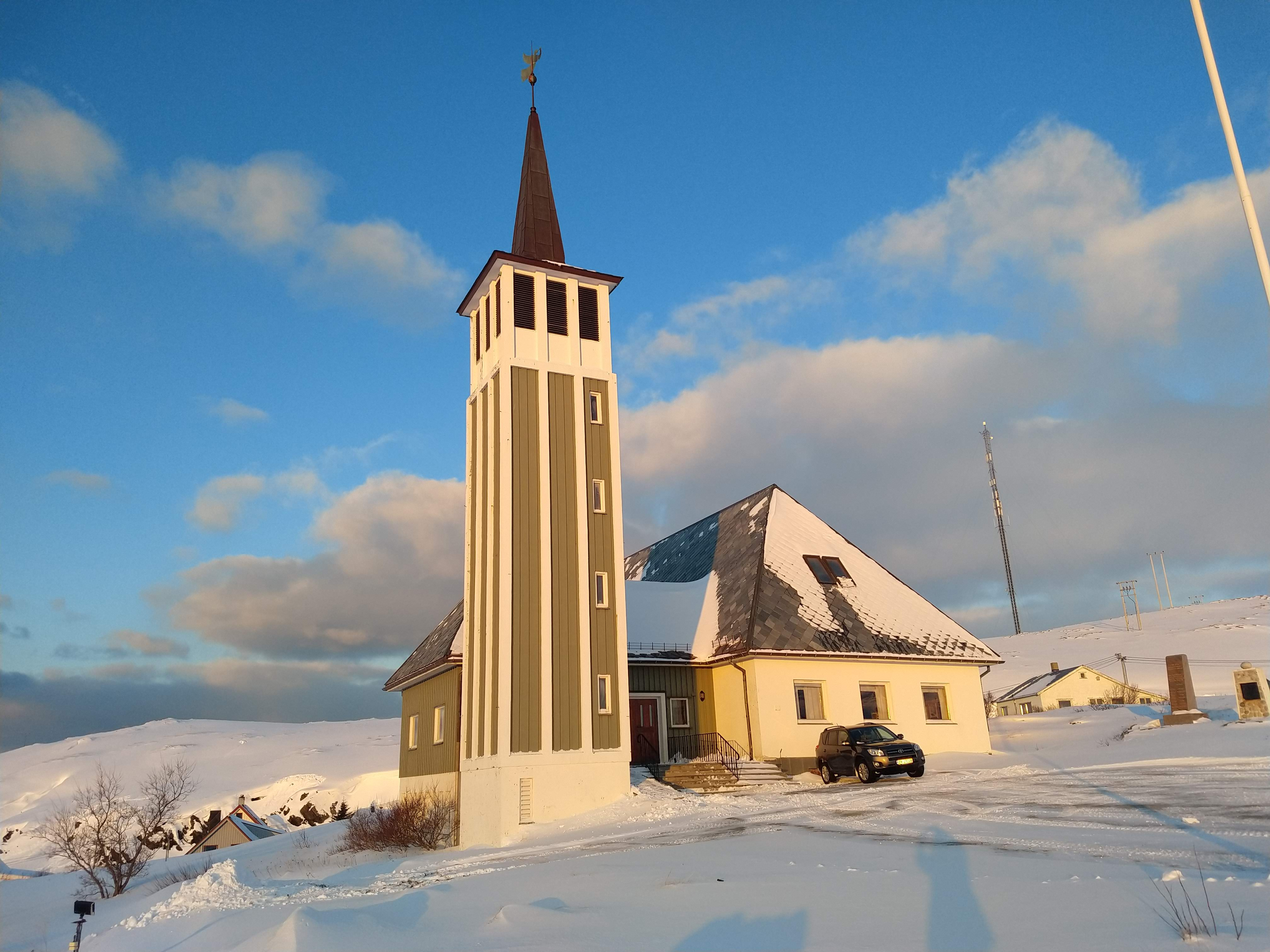
Mehamn kirke

Bis zum Ersten Weltkrieg war Mehamn ein Zentrum des Pomorhandels, der Handelstätigkeit zwischen nordnorwegischen und russischen Händlern. Der Walfangmagnat Svend Foyn gründete 1885 eine Walfangstation in Mehamn. Die Station wurde im Juni 1903 im Rahmen des Mehamnopprøret (deutsch Mehamn-Aufruhr) von lokalen Fischern zerstört. An dem Protest waren über 1000 Fischer beteiligt. Die Fischer hatten in der steigenden Zahl an gefangenen Walen den Grund für den Einbruch in der küstennahen Fischerei gesehen. Die Kommune Gamvik entstand zum 1. Januar 1914, als Tana in Gamvik mit 1371, Berlevåg mit 784 und Tana mit 1426 Einwohnern aufgespalten wurde.
Während des Zweiten Weltkriegs wurden beim Rückzug der deutschen Truppen aus der Finnmark fast sämtliche Gebäude zerstört. Am 6. Mai 1945 wurden mehrere zivile Fischer von deutschen Soldaten ermordet. Die Zerstörung war Teil der Kriegstaktik Verbrannte Erde. Es folgte ein Wiederaufbau der Kommune. Nicht wieder aufgebaut wurde jedoch das Fischerdorf Finnkongkeila, das abgelegen an der Küste lag und alljährlich einer hohen Lawinengefahr ausgesetzt war.
Die Gamvik kirke ist eine Kirche aus dem Jahr 1958. Die Mehamn kirke wurde 1965 fertiggestellt. Die Kirche steht auf einer Anhöhe über der restlichen Siedlung.

## Wirtschaft und Infrastruktur

### Verkehr

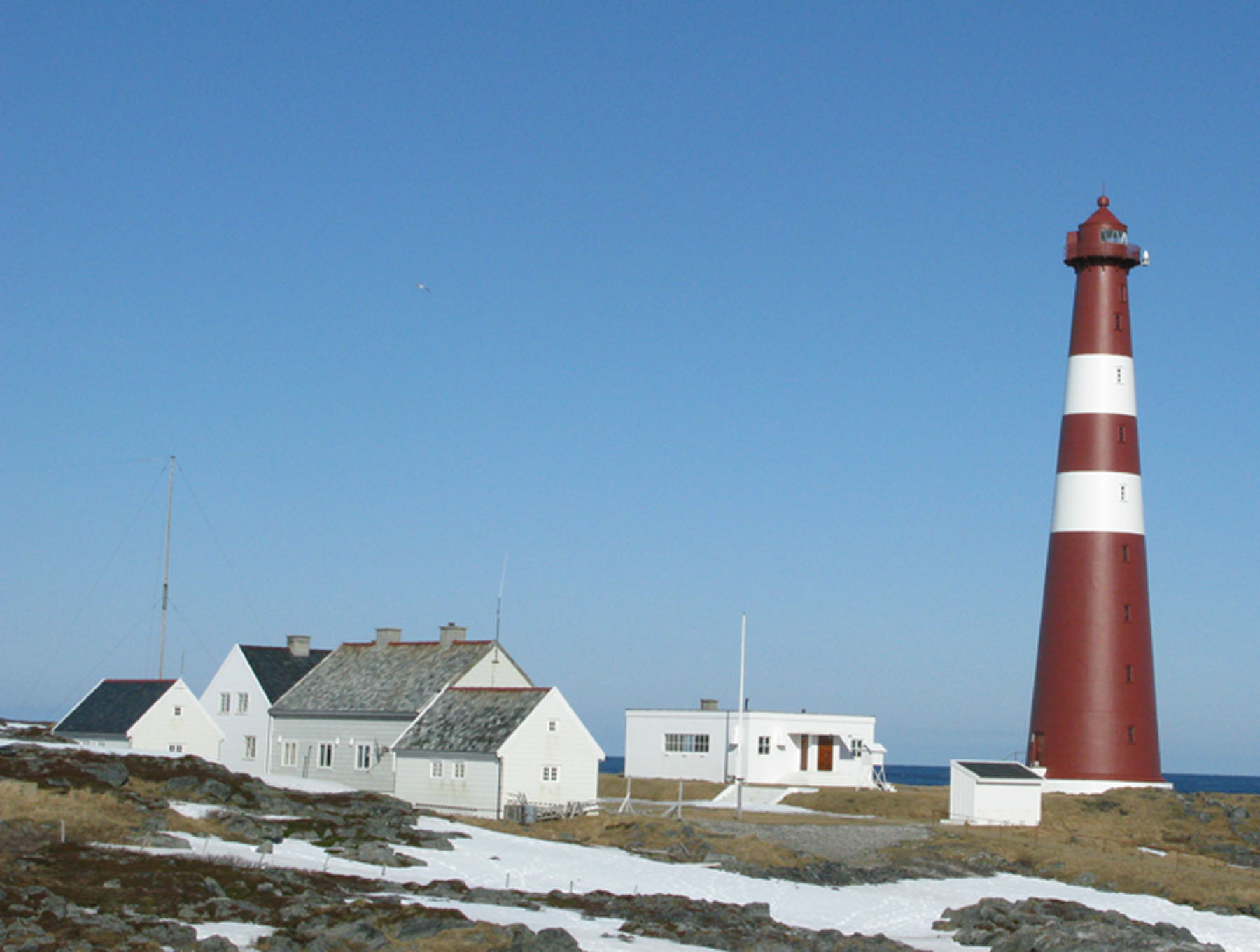
Leuchtturm Slettnes fyr

Im Süden der Kommune führt der Fylkesvei 98 von Lebesby nach Tana in West-Ost-Richtung. In der westlichen Nachbargemeinde Lebesby führt zudem der Fylkesvei 888 in den Norden. Auf der Landenge Hopseidet zweigt der Fylkesvei 8074 in den Osten ab. Dieser führt in Gamvik an der Nordküste des Hopsfjords zur Ortschaft Skjånes. Etwas nördlich der Landenge geht der Fylkesvei 888 in die Kommune Gamvik über und verläuft bis an die Nordküste zur Ortschaft Mehamn. Nach Westen zweigt der Fylkesvei 894 in die Kommune Lebesby ab. Bei Mehamn zweigt zudem der Fylkesvei 8072 in den Osten, zur Ortschaft Gamvik an der Nordostküste hin, ab. Gamvik gehört im Winter zu den Kommunen, die am stärksten vom restlichen Straßennetz abgeschnitten sind, wenn Straßen gesperrt werden.
Bei Mehamn liegt zudem der Flughafen Mehamn (Mehamn lufthavn). Am 11. März 1982 stürzte beim Widerøe-Flug 933 eine de Havilland Canada DHC-6 (DHC-6 Twin Otter) auf dem Weg vom Flughafen Berlevåg über dem Meer ab. Das Flugzeug wurde zwei Tage später gefunden, alle 15 Passagiere kamen bei dem Unglück ums Leben. Die Ursache für das Unglück konnte nicht geklärt werden. Der Fall wurde mehrfach untersucht, da unter anderem ein Zusammenhang mit einer zugleich stattfindenden NATO-Übung vermutet wurde.
Der Hafen von Mehamn ist die nördlichste Anlaufstelle der Hurtigruten. Der Leuchtturm Slettnes fyr ist der nördlichste Leuchtturm auf dem europäischen Festland. Der Turm wurde 1905 in Betrieb genommen. Im Jahr 1944 wurde er von deutschen Truppen während des Rückzugs von der Finnmark gesprengt, allerdings als eine der wenigen Leuchttürme der Finnmark nicht komplett zerstört. Im Jahr 1948 wurden die Reparationen abgeschlossen, während welcher der Turm zusätzlich erhöht wurde. Heute ist er mit 39 Metern der fünfthöchste Leuchtturm Norwegens.

### Wirtschaft
Für die Wirtschaft bedeutend ist vor allem die Fischerei. Entsprechend ist auch die Zahl der Arbeitslosen häufig von der Fischereisaison abhängig. Neben dem eigentlich Fischfang wird auch Fisch in der Kommune verarbeitet. Das Innenlandgebiet wird außerhalb des Winters von Rentierherden aus Karasjok als Weidefläche genutzt. Im Jahr 2020 arbeiteten von etwa 530 Arbeitstätigen 430 in Gamvik selbst. Der zweithäufigste Arbeitsort war die Nachbarkommune Lebesby.

## Wappen
Das seit 1990 offizielle Wappen der Kommune zeigt in Rot drei rechtsschräg gelegte goldene Netznadeln.

## Persönlichkeiten
- Ragnhild Vassvik Kalstad (* 1966), Politikerin